# François Joseph Gérard
Pour les articles homonymes, voir Gérard.

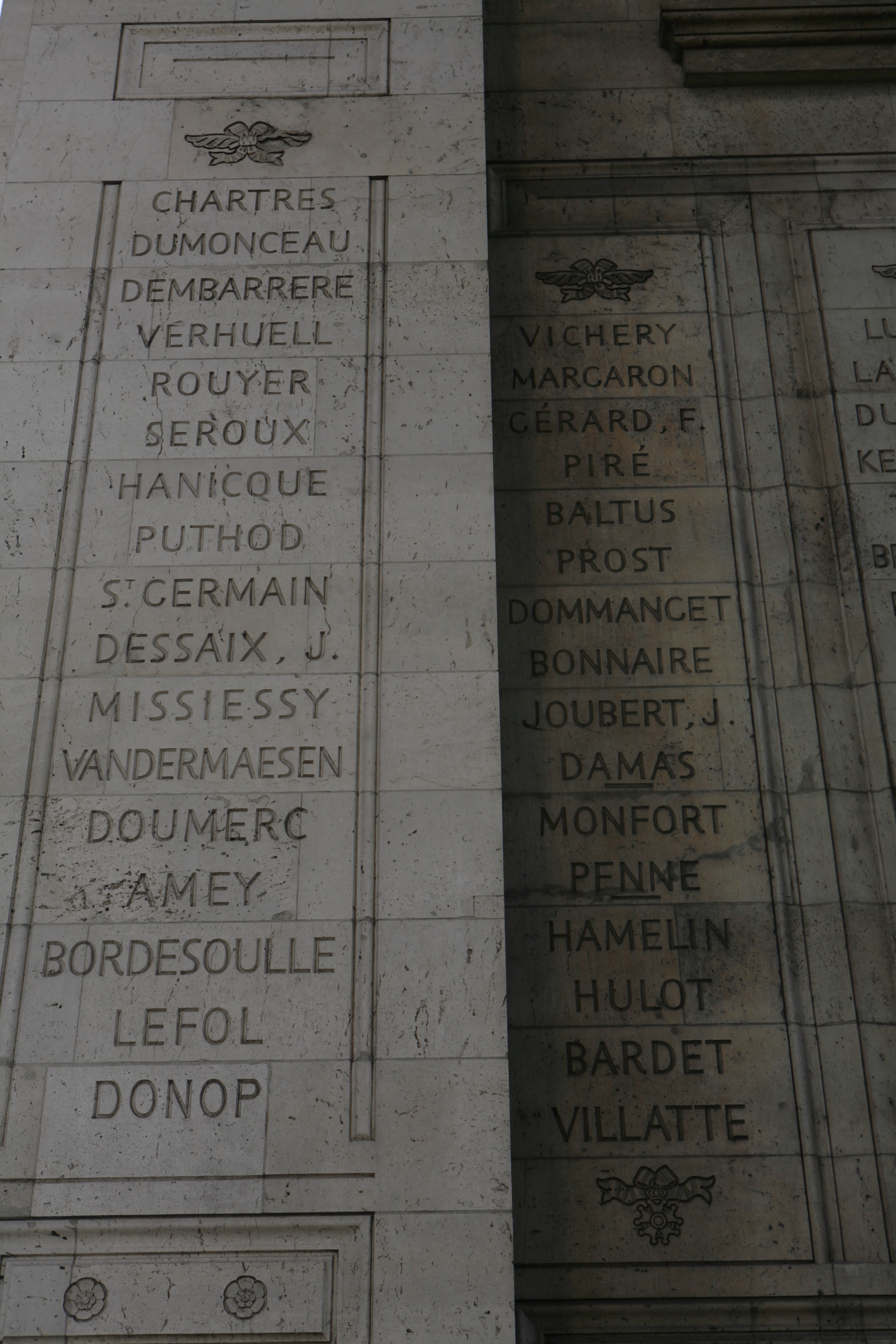
Noms gravés sous l'arc de triomphe de l'Étoile : pilier Ouest, 1ère et 2e colonnes.

François Joseph Gérard, né le 29 octobre 1772 à Phalsbourg, mort le 18 septembre 1832, est un général français de l’Empire

## Biographie

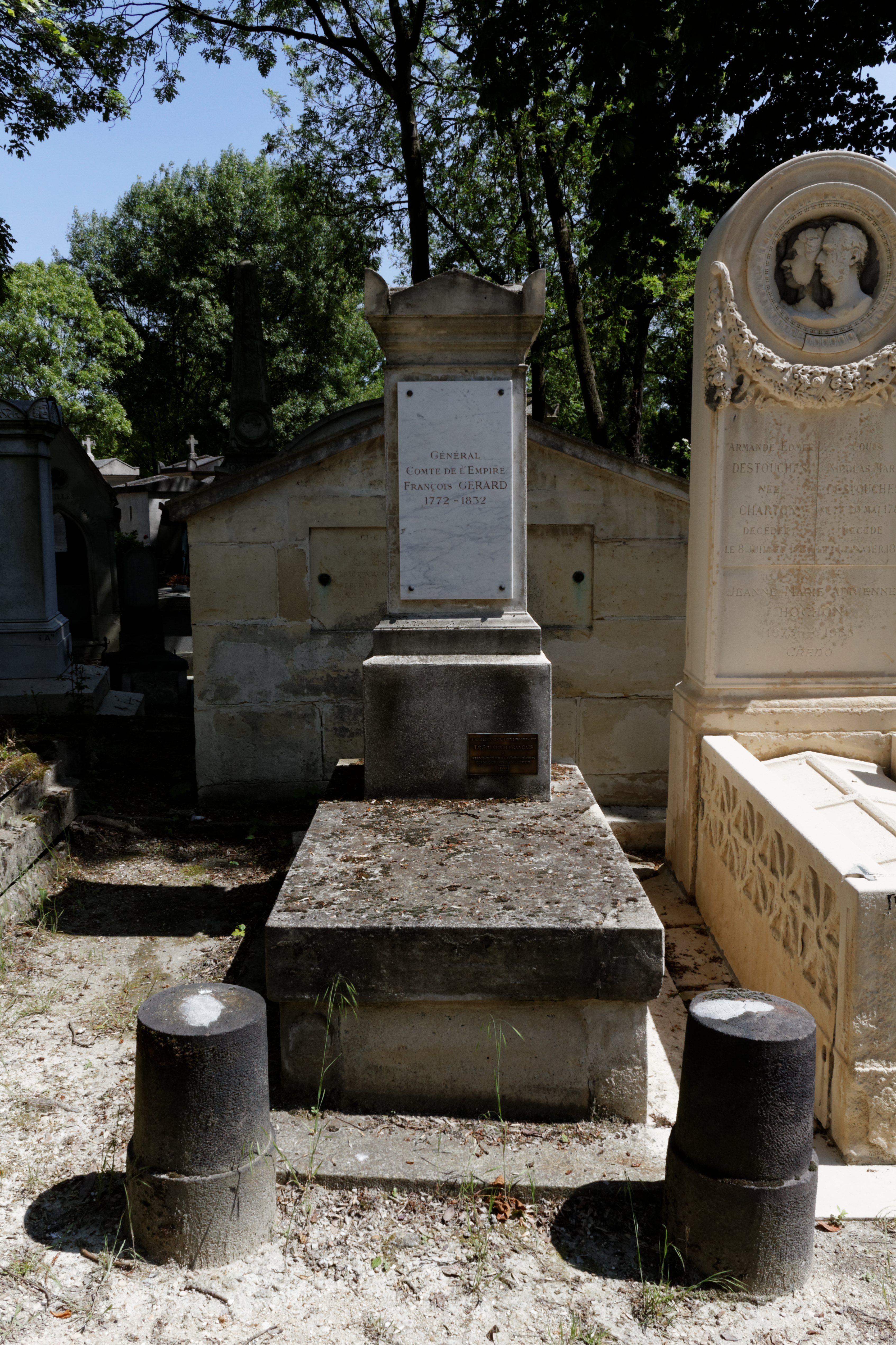
Tombe au cimetière du Père-Lachaise.

Il entre en 1787 dans le 5e régiment de hussards ; il est assez longtemps dans les grades subalternes, mais les guerres de l'Empire lui fournissent l'occasion de déployer tout son talent et de s'élever aux premiers grades. Devenu major du 3e régiment de hussards le 6 brumaire an XII, il obtient le 4 germinal suivant la décoration de la Légion d'honneur.
Colonel du 2e régiment de hussards le 7 octobre 1806, il fait partie de la Grande Armée en 1806 et 1807. Le 17 mars 1807 il repousse 1 500 Prussiens sortis de Glatz, les rejette dans la place, leur prend 100 hommes et 2 bouches à feu.
Passé en Espagne en 1808, il devient général de brigade le 10 mars 1809, baron de l'Empire et commandeur de la Légion d'honneur le 31 octobre suivant. Rappelé en France à la fin de 1811, il fait les campagnes de 1812 et 1813 à la Grande armée. Il seconde le maréchal Ney au passage et à la bataille de la Bérézina, en contenant pendant une journée les nuées de Cosaques qui cherchent à l'entamer. Général de division le 29 septembre 1813, dans une sortie de Dresde, à la tête d'une brigade de cavalerie, il charge vigoureusement l'ennemi, et le met en fuite. Fait prisonnier en violation de la capitulation de Dresde le 14 novembre 1813, il ne rentre en France qu'en mai 1814.
Le 5 septembre 1814, le Roi le nomme commandant supérieur de Landau (5e division militaire). Le 18 mai 1815, l'Empereur lui confie le commandement de la 4e division militaire. Mis à la demi-solde lors du licenciement général en 1815, il est bientôt rappelé, et dans les années 1819 et 1820, il remplit les fonctions d'inspecteur général de cavalerie. Il est mis à la retraite en 1824 ; mais la Révolution de 1830 le rappelle à l'activité. Il reçoit le commandement d'une division de cavalerie à la formation de l'armée du Nord. Il est nommé aide-de-camp de Louis-Philippe Ier, puis aide-de-camp du duc de Nemours le 14 septembre 1832.
Gérard vient de passer la revue d'un régiment de cavalerie en garnison à Beauvais lorsqu'il est subitement atteint du choléra le 17 septembre 1832 ; il succombe le lendemain à la violence du mal. Son nom est inscrit sur le côté Nord de l'arc de triomphe de l'Étoile. Il est enterré à Paris dans la 38e division du cimetière du Père-Lachaise.

## Carrière militaire
- Colonel au 2e hussards : 7 octobre 1806
- Général de brigade : 10 mars 1809
- Général de division : 29 septembre 1813

## Décorations, titres et distinctions
- Commandeur de la Légion d'honneur : 30 octobre 1809
- Baron de l'Empire : 27 novembre 1808

## Une des sources d'inspiration deConan Doyle
Conan Doyle a fait de ce célèbre hussard le type même du soldat français aimant passionnément son pays, courageux (voire téméraire), qui réalise des prouesses et ne compte plus ses conquêtes féminines, dans le roman Les Exploits du Brigadier Gérard.

## Autre apparition dans la littérature
C'est aussi un personnage mineur des tomes 4 (Le Labyrinthe magique) et 5 (Les Dieux du fleuve) de la série de science-fiction Le Fleuve de l'éternité de Philip José Farmer. Ce dernier dit que le Gérard décrit par Conan Doyle est un peu simpliste (trop bravache et moins intelligent que le personnage réel).

## Source partielle
« François Joseph Gérard », dans Charles Mullié, Biographie des célébrités militaires des armées de terre et de mer de 1789 à 1850, 1852 [détail de l’édition]